# Deficiència de bor en les plantes
La deficiència de bor en les plantes ocorre quan hi ha poc bor en els sòls i està associada a sòls cultivats des de centenars d'anys i també a sòls de zones molt plujoses on el bor es lixivia i desapareix dels horitzons cultivats del sòl i a sòls de pH bàsic. El principal paper del bor en les plantes és l'estabilització de la paret cel·lular. El bor també està implicat en el metabolisme de carbohidrats, la síntesi de proteïnes, formació de llavors, germinació del gra de pol·len i creixement del tub pol·línic i transloció de sucres.

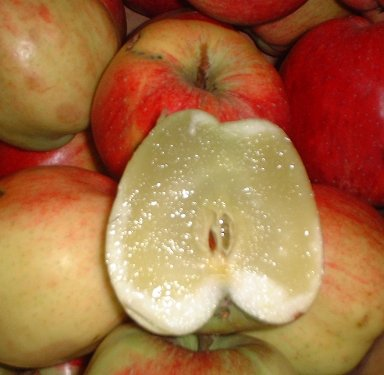
Cas extrem de deficiència de bor en poma

## Símptomes
- Poma- interaccionant amb el calci apareix el cor de la poma com si fos glaçat
- Remolatxa- podridura marró interna.
- Col- fulles distorsionades, superfícies buides a les tiges.
- Coliflor- poc desenvolupament, taques marrons. Les tiges, pecíols i nervi centrals rugoses.
- Api- les tiges desenvolupen esquerdes en la superfície superior, el teixit interior és de color marró vermellós
- Pera- els nous brots moren a la primavera, la fruita té taques marrons a la pell.
- Maduixa- creixement atrofiat, fulles petites, grogues i arrugades en les puntes. Els fruits són petits i pàl·lids
- Rutabaga i nap- anells concèntrics marrons i grisos dins les arrels.
- Arecaceae (palmeres) - taques marrons en fulles i menor productivitat

## Condicions del sòl
En el sòl el bor es presenta principalment com àcid bòric (H₃BO₃). 12mg/kg de bor és una quantitat adequada però si baixa a 0.14 mg/kg s'observa deficiència de bor. En sòls bàsics el bor no està disponible També són susceptibles de deficiència de bor aquells sòls amb menys d'1,5% de matèria orgànica i els sòls lixiviats per la pluja. També és possible la toxicitat, en nivells que varien segons les espècies de plantes, per bor excessius.
El bor és un micronutrient essencial per l'adobat.

## Tractament
Es pot aplicar als sòls àcid bòric (16,5% de bor), borax (11,3% de bor) o SoluBor (20,5% de bor).